# Fòrum de Pompeia
El fòrum de Pompeia és un fòrum d'època romana, sepultat per l'erupció del Vesuvi del 79 i redescobert després de les excavacions arqueològiques en l'antiga Pompeia. La zona era la principal plaça de la ciutat i representava el centre polític, econòmic i religiós on es desenvolupaven esdeveniments públics, contractes de tipus comercial i debats. És un dels fòrums millor conservats de les antigues ciutats italianes.

## Història

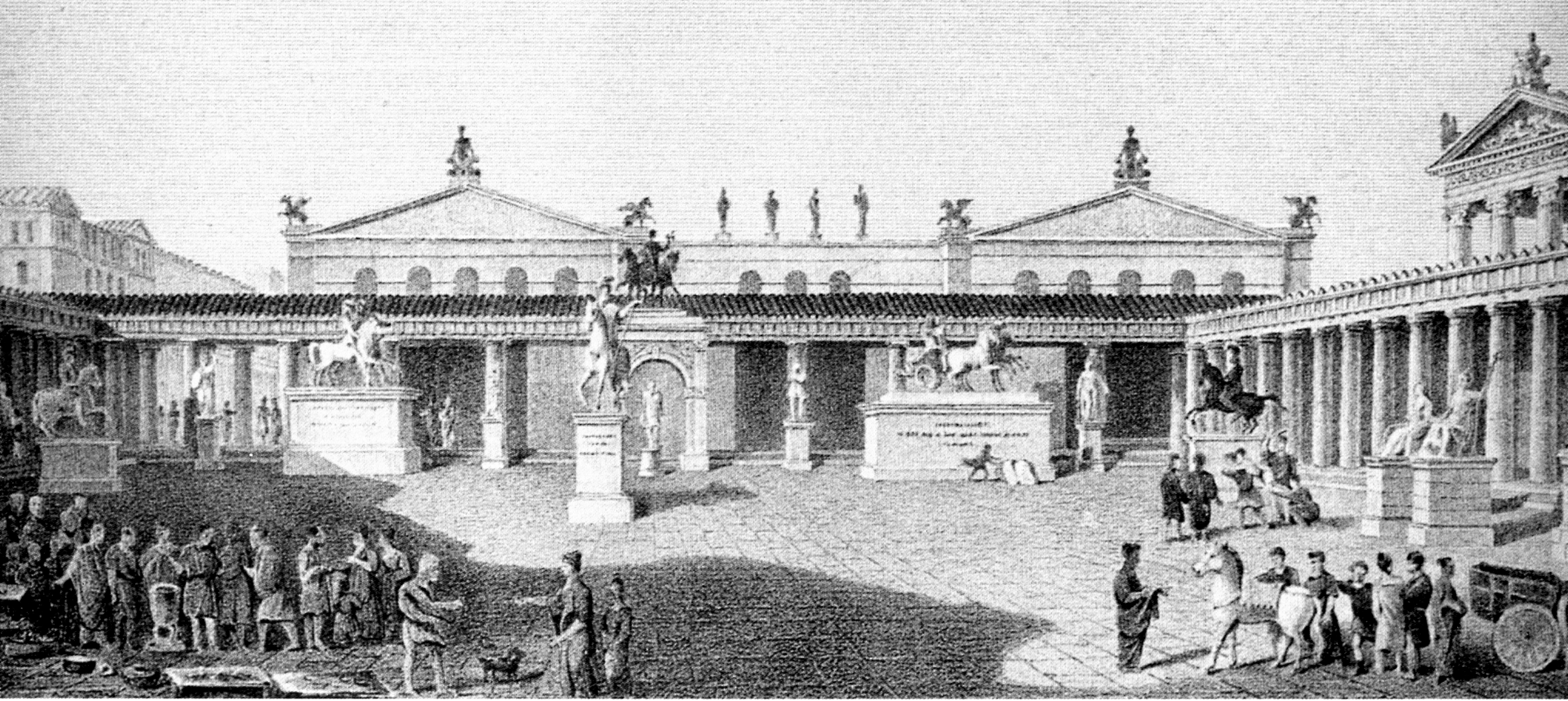
Fòrum de Pompeia, per William Gell (1777–1836)

El fòrum de Pompeia es va construir al voltant del segle IV aC, en època samnita, prop d'un important nus de comunicacions, amb carreteres que es dirigien cap a Neapolis, Nola i Estàbia. Es tracta d'una petita zona a l'aire lliure al voltant de la qual es disposaven nombrosos comerços, construïts normalment amb lava i tuf cimentades amb argila. Després de la conquesta de Pompeia per part dels romans, el fòrum va ser completament reconstruït i ampliat, en particular en el segle ii aC. Es van fer a terra els comerços i el mur perimetral del costat del temple d'Apol·lo. Aprofitant la baixa densitat d'ocupació de la zona es van construir diversos edificis de caràcter polític i religiós al voltant del perímetre de la plaça.
Durant l'època augusta es van realitzar importants treballs de restauració, entre finals del segle i aC i l'inici del segle I. Es va renovar la pavimentació, es va construir el pòrtic, es va restaurar el macellum i es va erigir un temple dedicat a l'emperador. L'àrea va ser sepultada per l'erupció del Vesuvi del 79 sota una espessa capa de lapil·li i cendres, i no va ser desenterrada fins a principis del segle xix, per desig de Carolina Bonaparte.

## Descripció

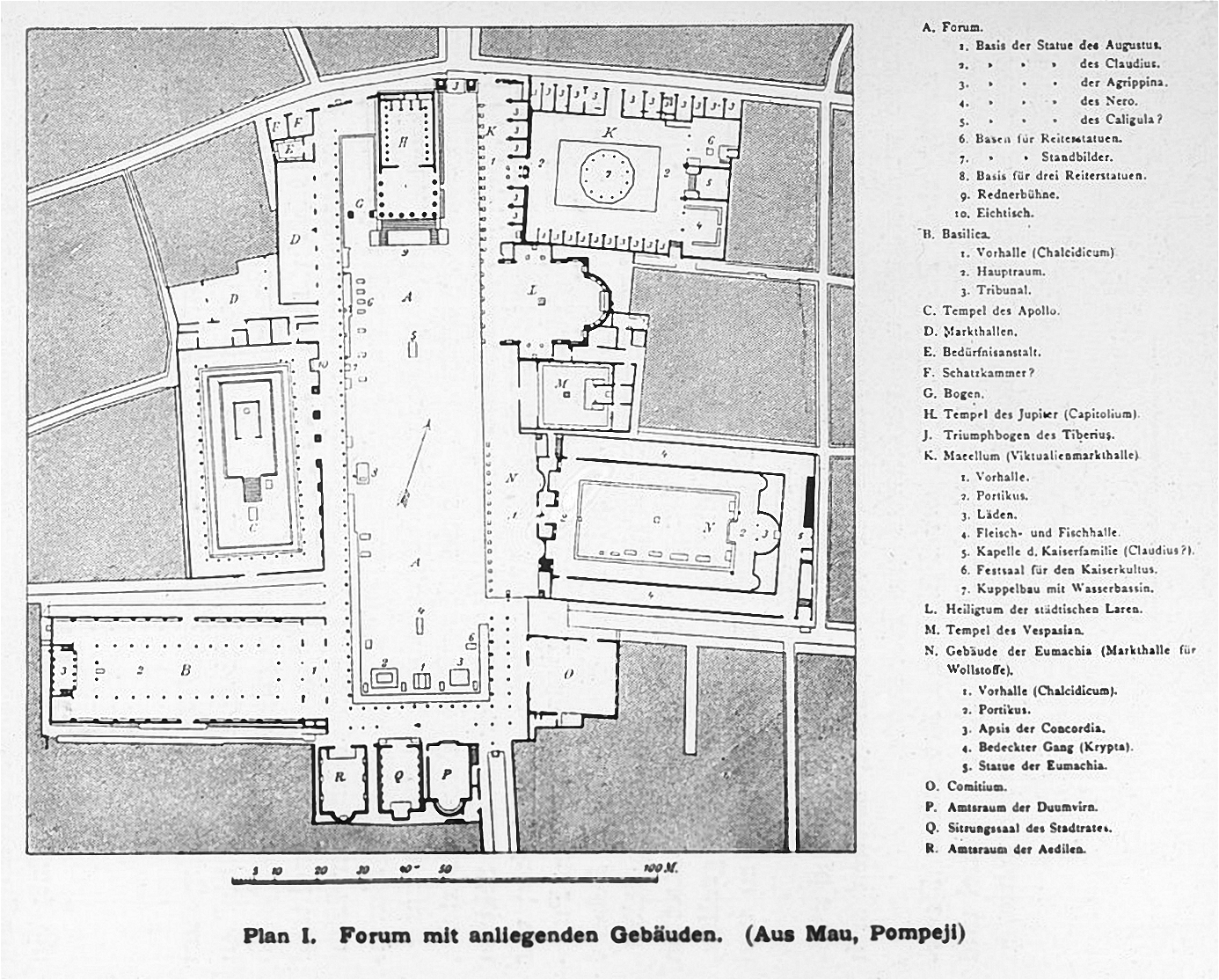
Planta del fòrum

La plaça del fòrum, orientada en direcció nord-sud i de notables dimensions, té forma rectangular i mesura 143 metres de longitud per 38 metres d'amplària. Està delimitada per alguns dels edificis més importants de la ciutat, com el de l'administració pública, la basílica, el macèl·lum, la mensa ponderaria, els temples d'Apol·lo (capitolium), Júpiter i Vespasià, o l'edifici d'Eumàquia. El costat nord està tancat per arcs de triomf adornats amb estàtues. El fòrum està envoltat perimetralment per una columnata, construïda després de la conquesta de Luci Corneli Sul·la. Les columnes estaven fetes originàriament de tova i van ser substituïdes durant l'època imperial per altres de calcària blanca. D'aquesta columnata de doble ordre es conserven algunes columnes d'ordre dòric en la part inferior i d'ordre jònic en la superior, separades per un arquitrau decorat amb mètopes i tríglifs. Altres columnes properes al macèl·lum presenten capitells corintis, estries i la seva base descansa sobre un doble tor, mentre que les properes a l'edifici de la sacerdotessa Eumàquia posseeixen un sol tor a la base, no presenten estries acanalades i tenen gravada una dedicatòria a l'arquitrau.

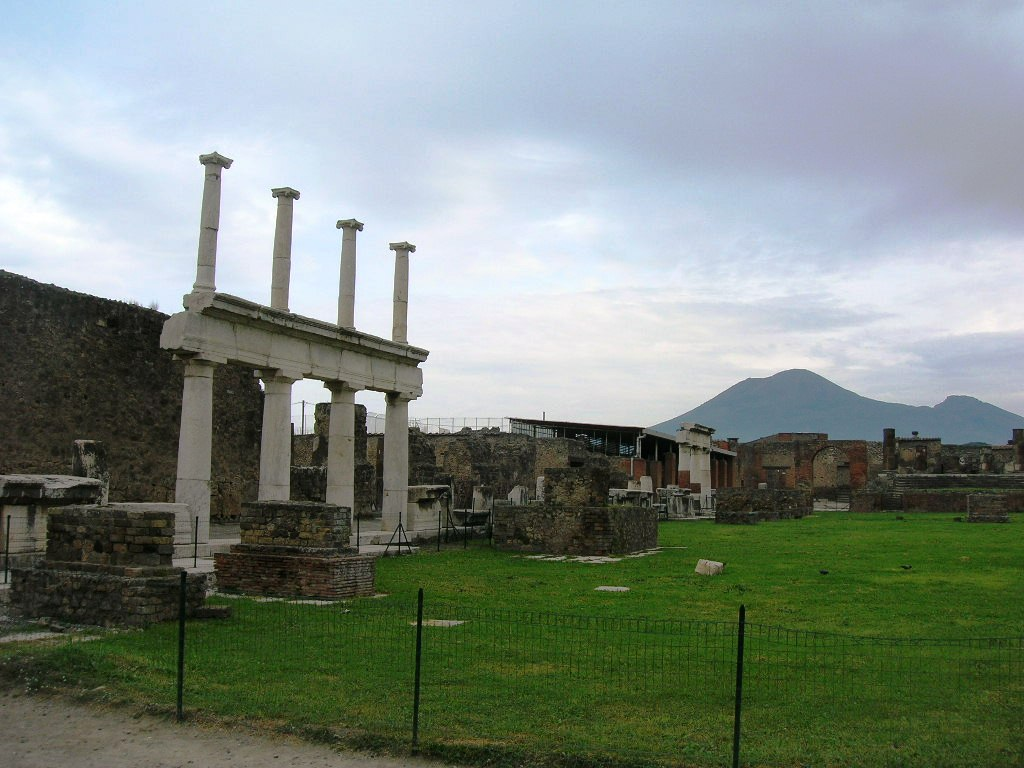
La columnata amb el doble ordre de columnes

El paviment originari de la plaça era de tova, encara que posteriorment va ser substituït per un altre de lloses de travertí. L'accés estava impedit al trànsit dels carros en la totalitat del recinte. Això es va aconseguir elevant la calçada amb dos graons: el primer, de tova, es va construir probablement al voltant del segle ii aC. El fòrum pompeià, que presentava una tribuna per a oradors a l'oest, destacava de la resta dels principals fòrums romans. S'assemblava més a un de tipus grec, ja que no seguia l'esquema dictat per Vitruvi, ni pel que fa a la seva amplària ni en el sistema de carrers que s'entrecreuaven; com tampoc per la ubicació de les estàtues honorífiques, que se situaven als costats de la plaça o en el pòrtic, i no al centre del fòrum. Aquestes estàtues no han estat mai trobades, ja que probablement varen ser guardades en algun magatzem, a l'espera de ser restituïdes després del terratrèmol del 62. Es conserven els pedestals on es col·locaven les estàtues eqüestres, una d'elles dedicada a Quintus Sallustius, mentre que en el costat sud es localitzen tres grans basaments, un dels quals devia allotjar l'estàtua d'August.

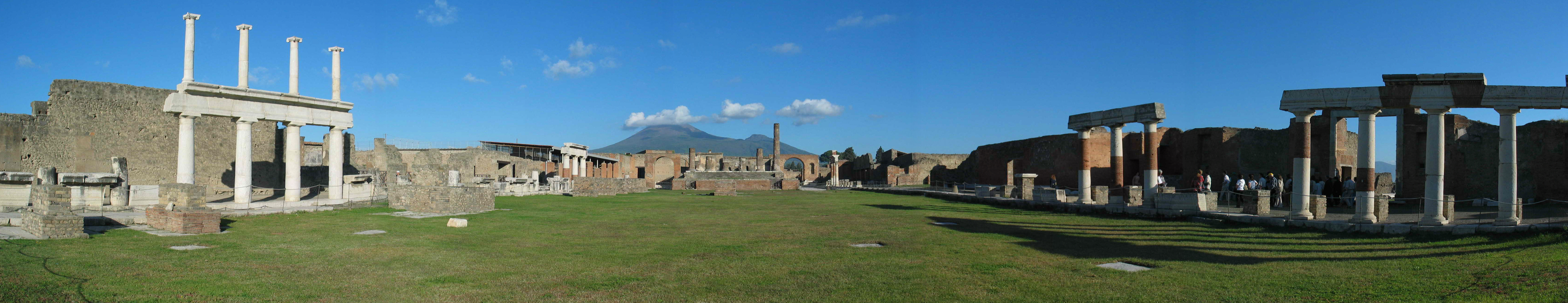
Vista panoràmica del Fòrum, amb el volcà Vesuvi al fons de la imatge

Es coneix poc del fòrum anterior al de l'època romana, com tampoc s'ha pogut obtenir molta informació motjançant estudis estratigràfics. Tenia probablement forma irregular, amb una amplària de poc més de cinc mil metres quadrats i els carrers que el travessaven en la seva part interior van ser en part desviats durant els treballs d'ampliació.

## Galeria

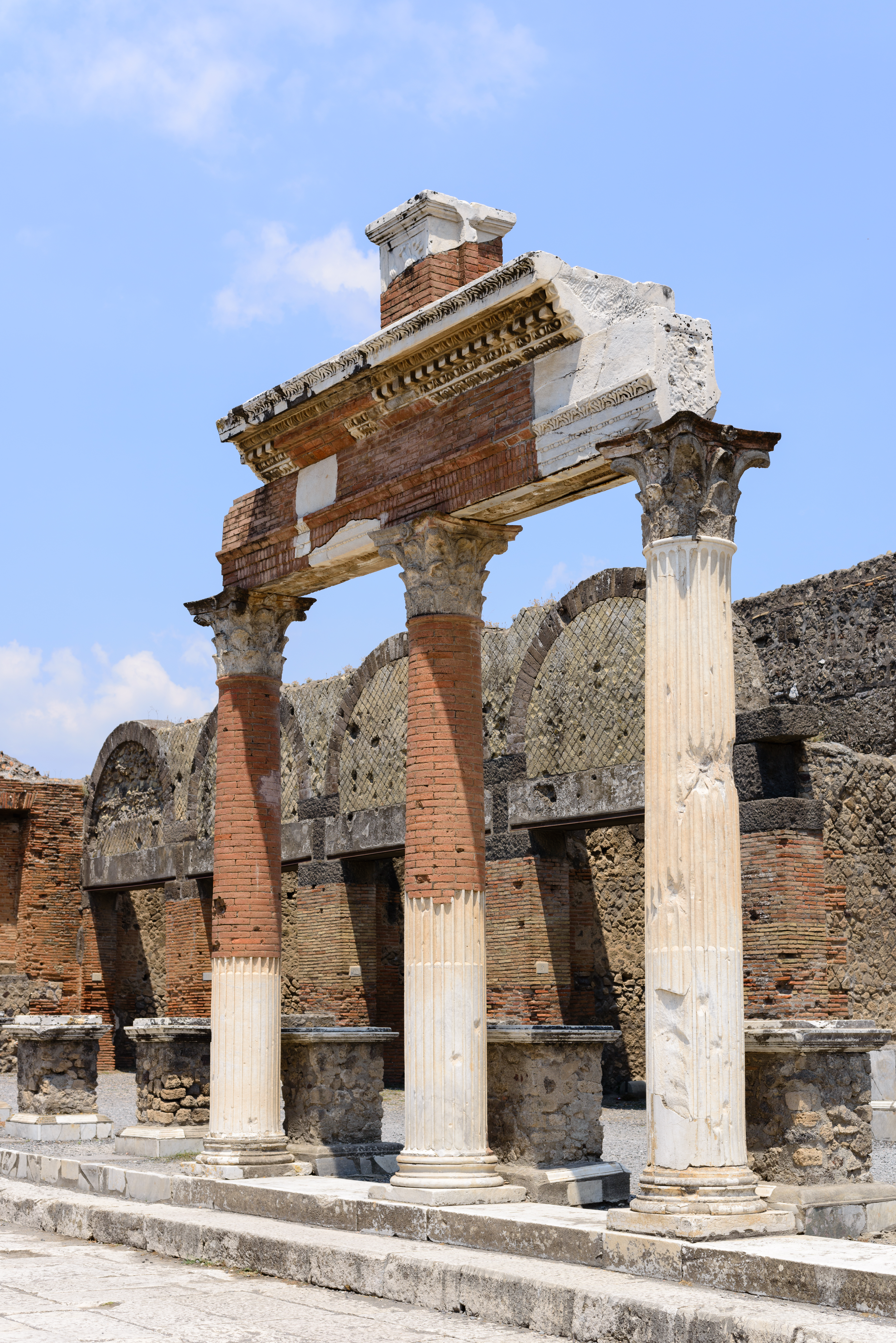
Vista de part de les columnes
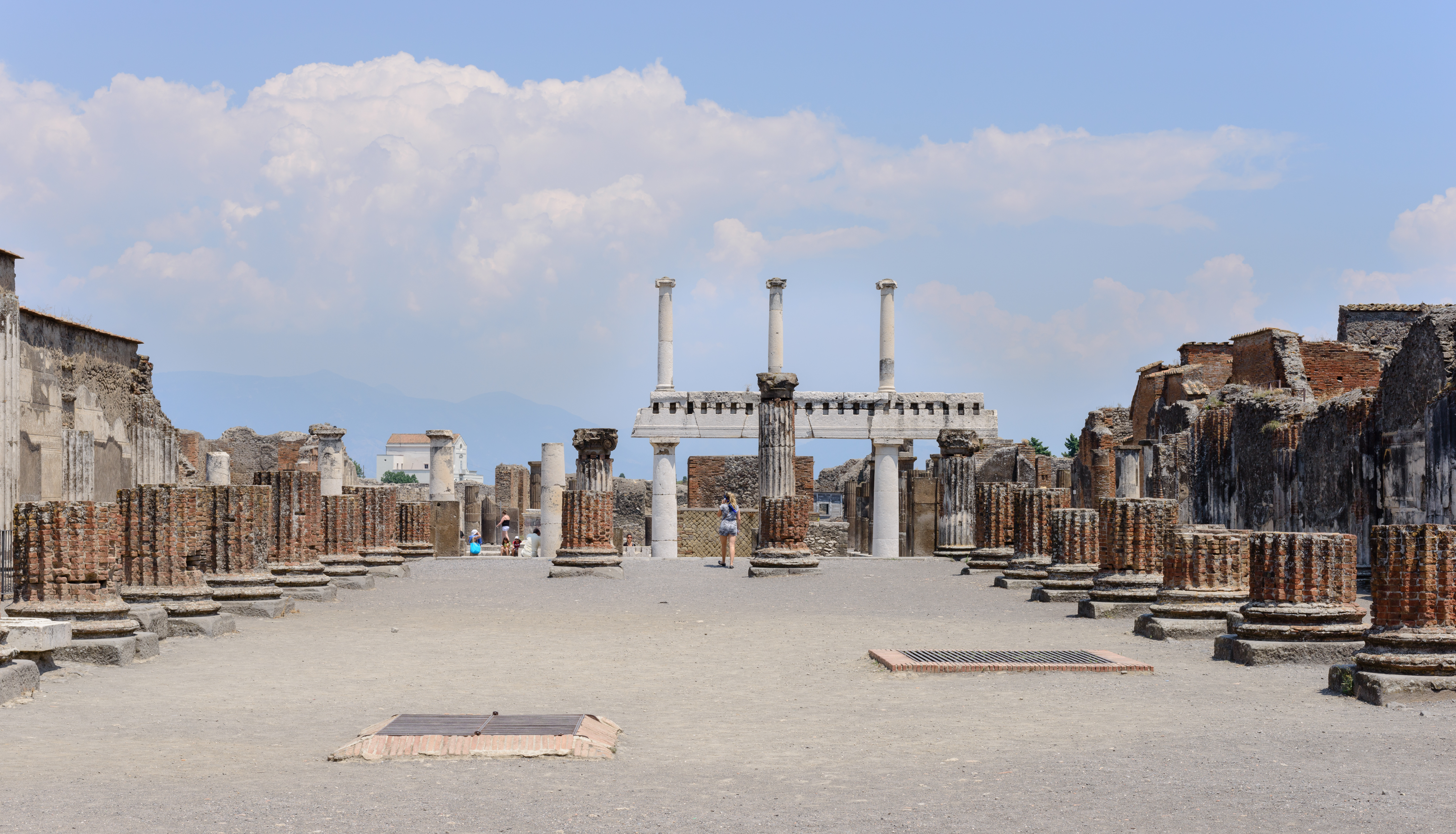
Vista de part del fòrum
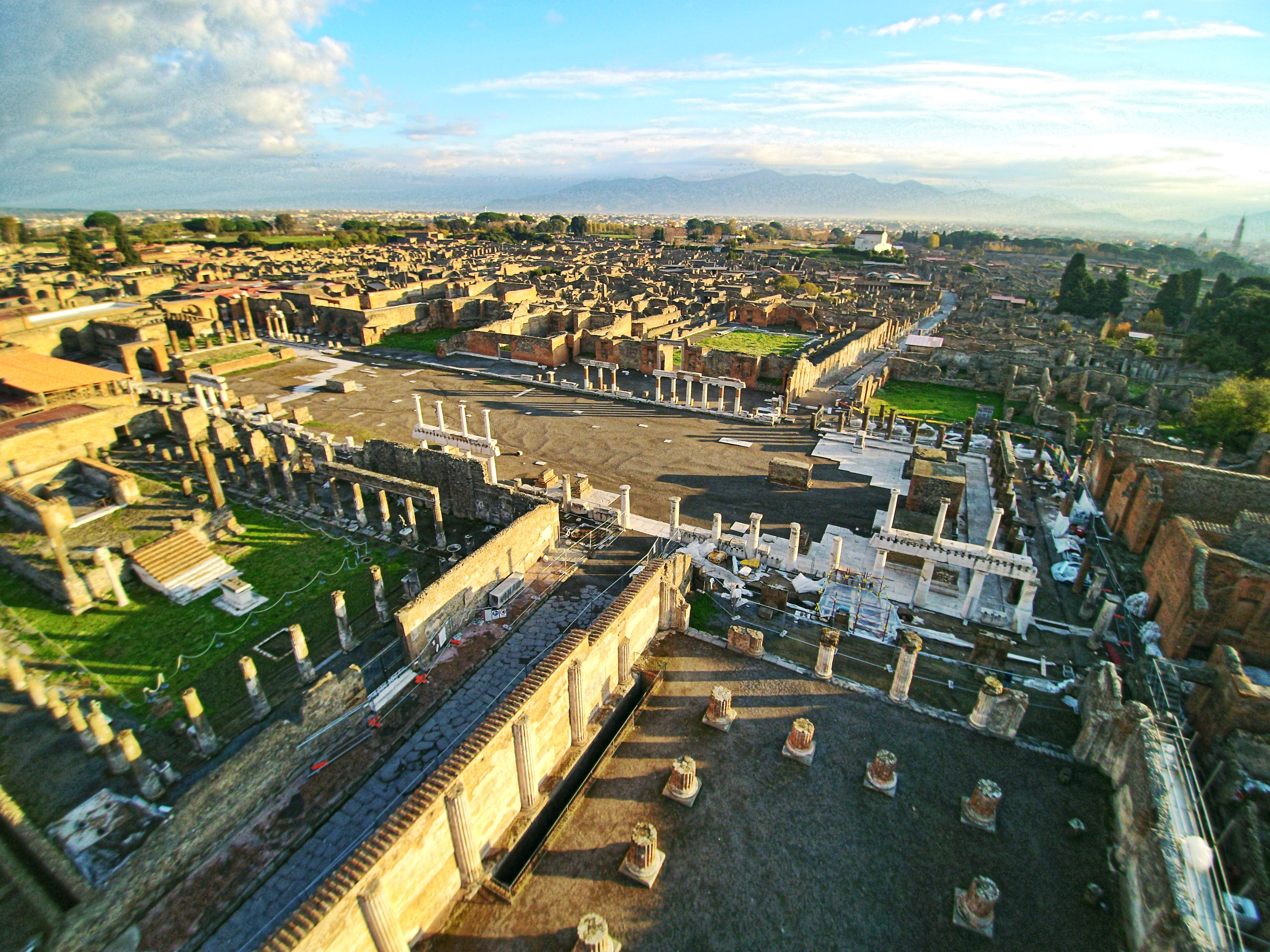
Vista aèria
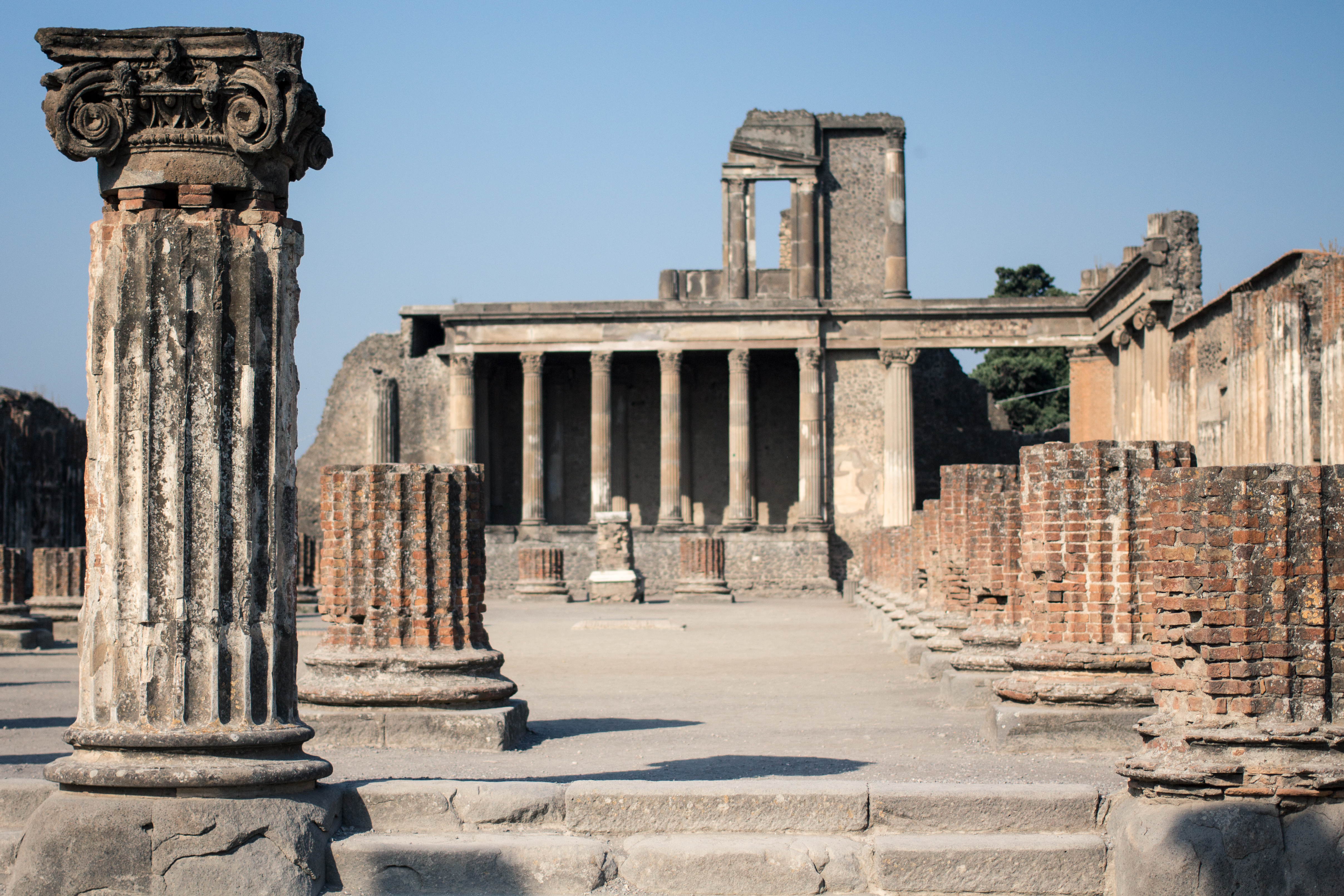
La basílica
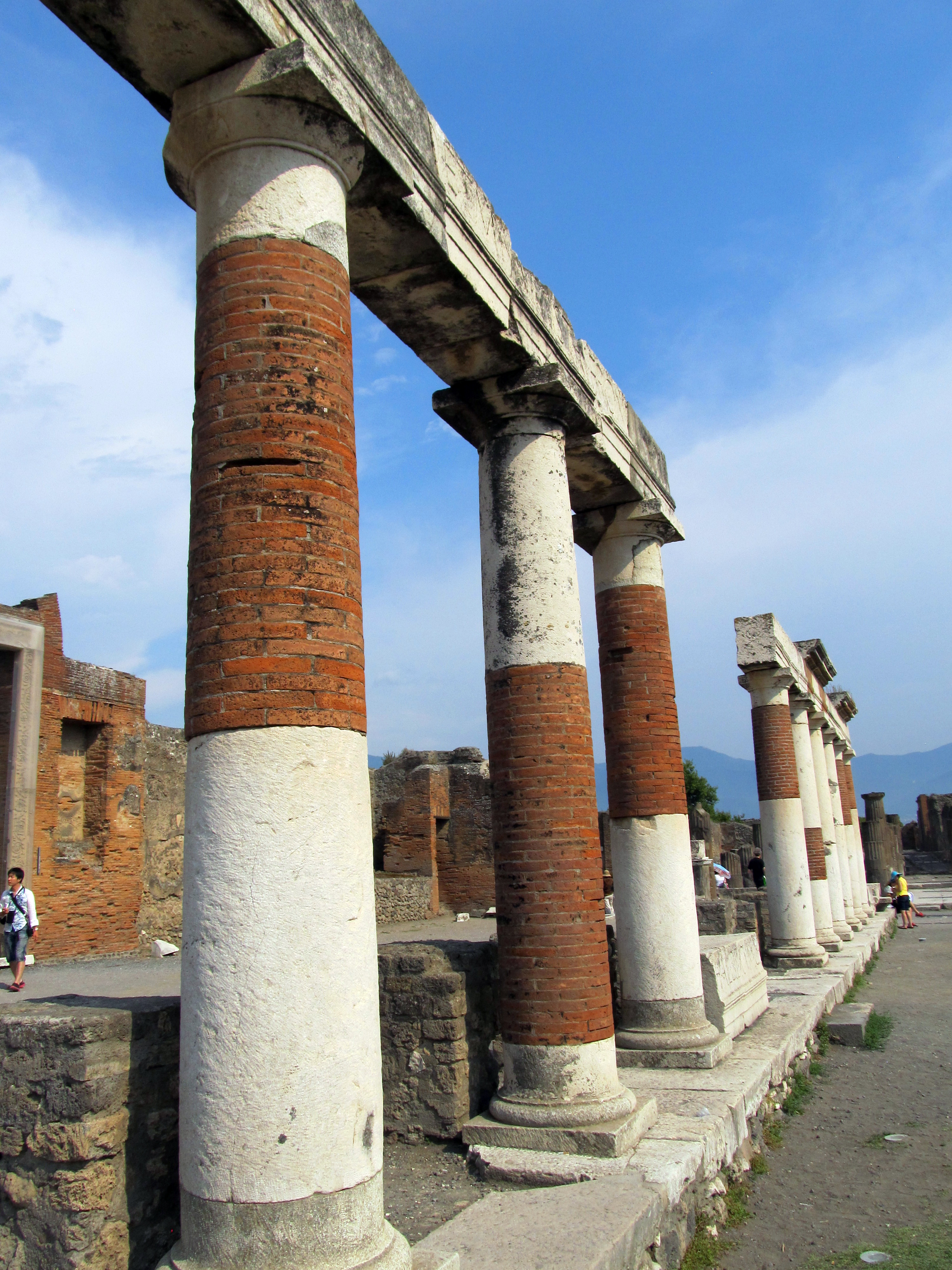
Pòrtic de l'edifici d'Eumàquia
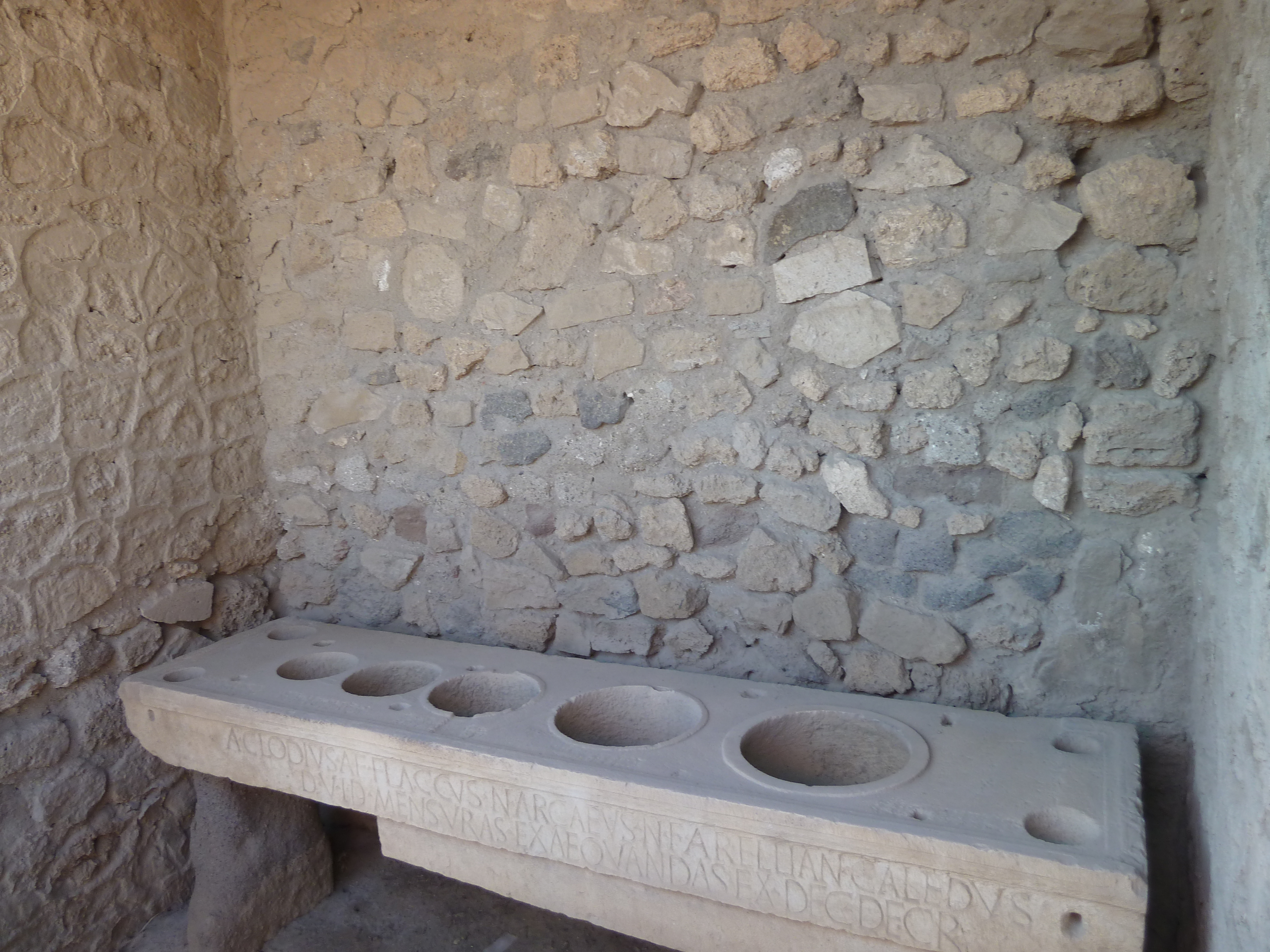
Mensa ponderaria
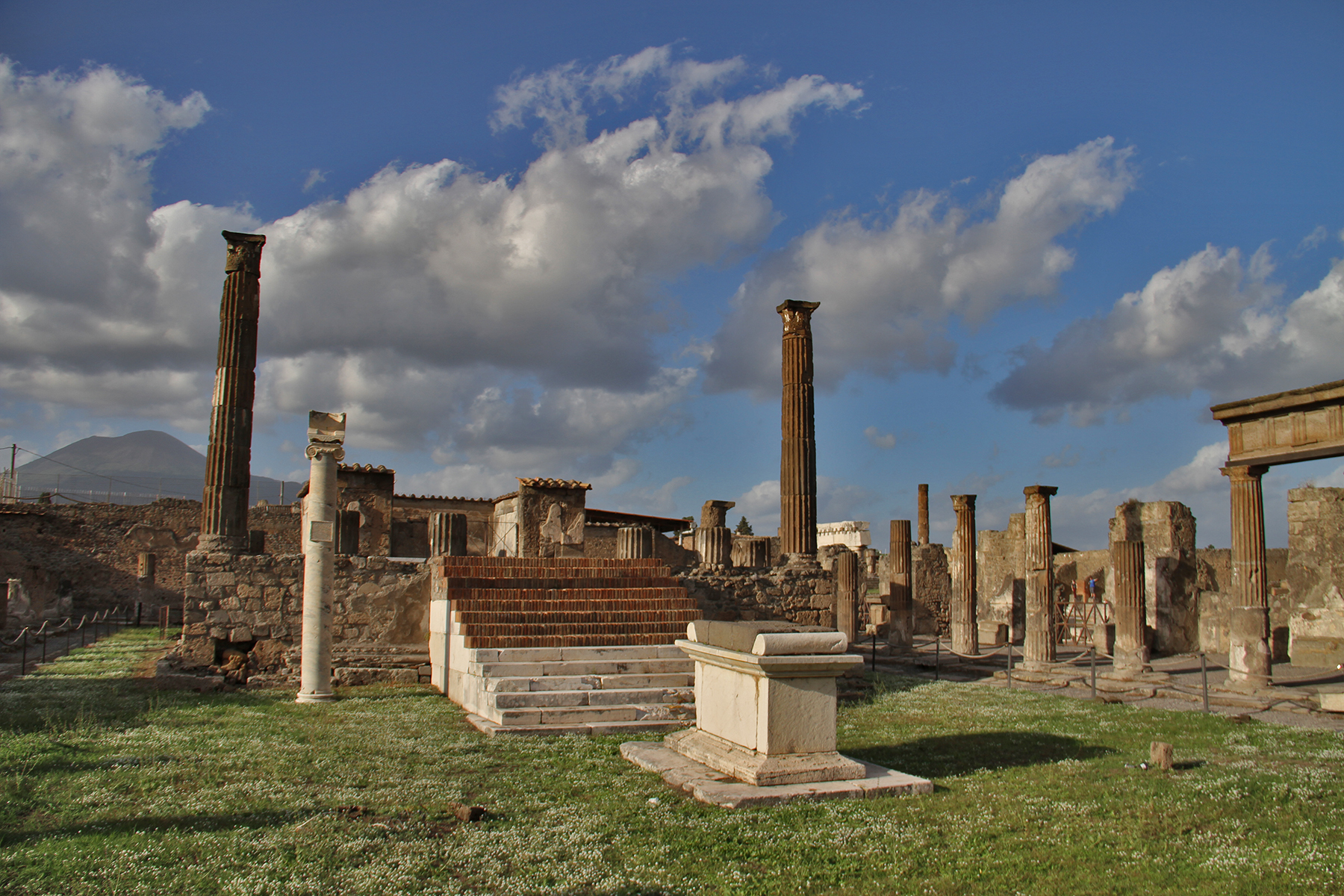
Temple d'Apol·lo
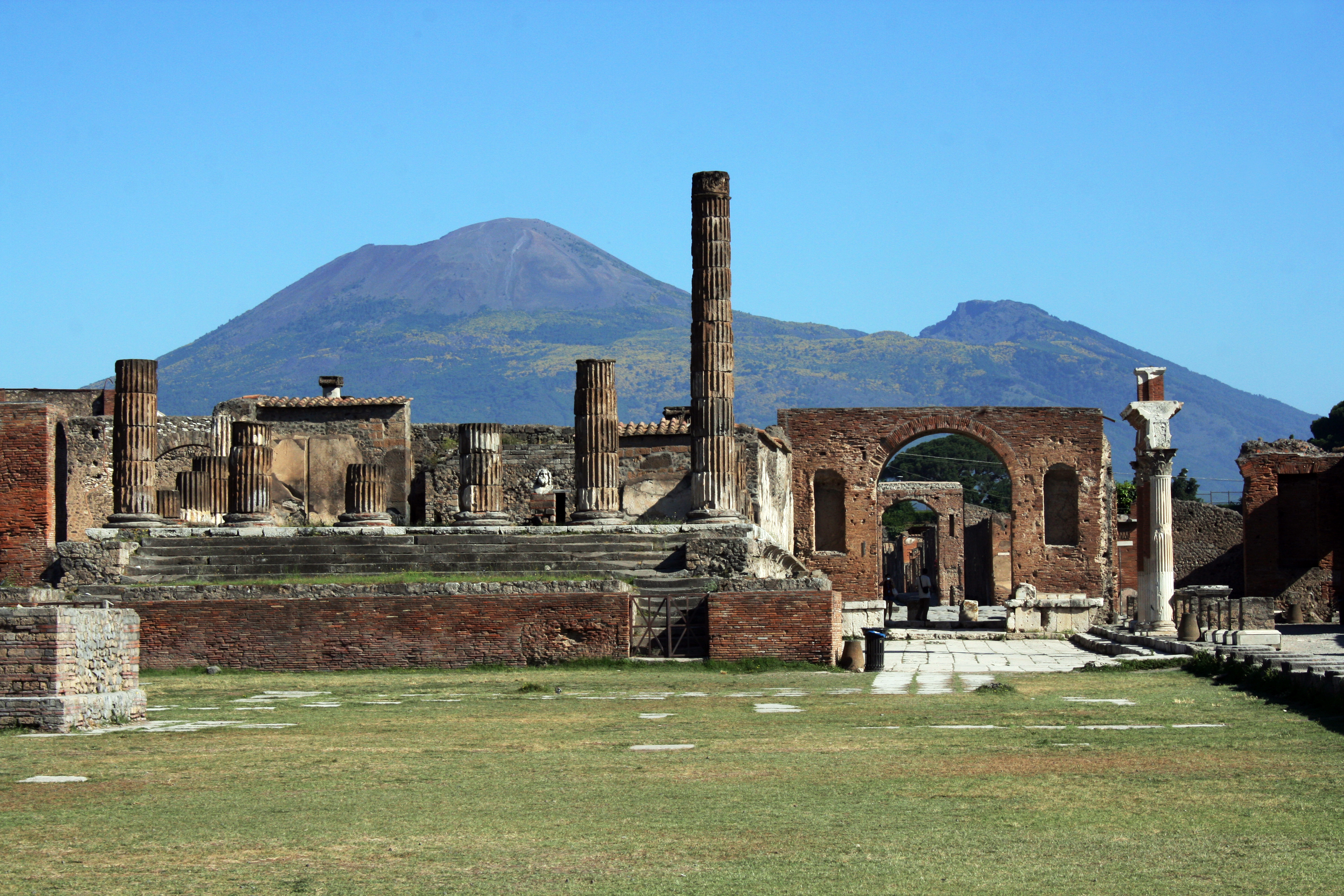
Temple de Júpiter
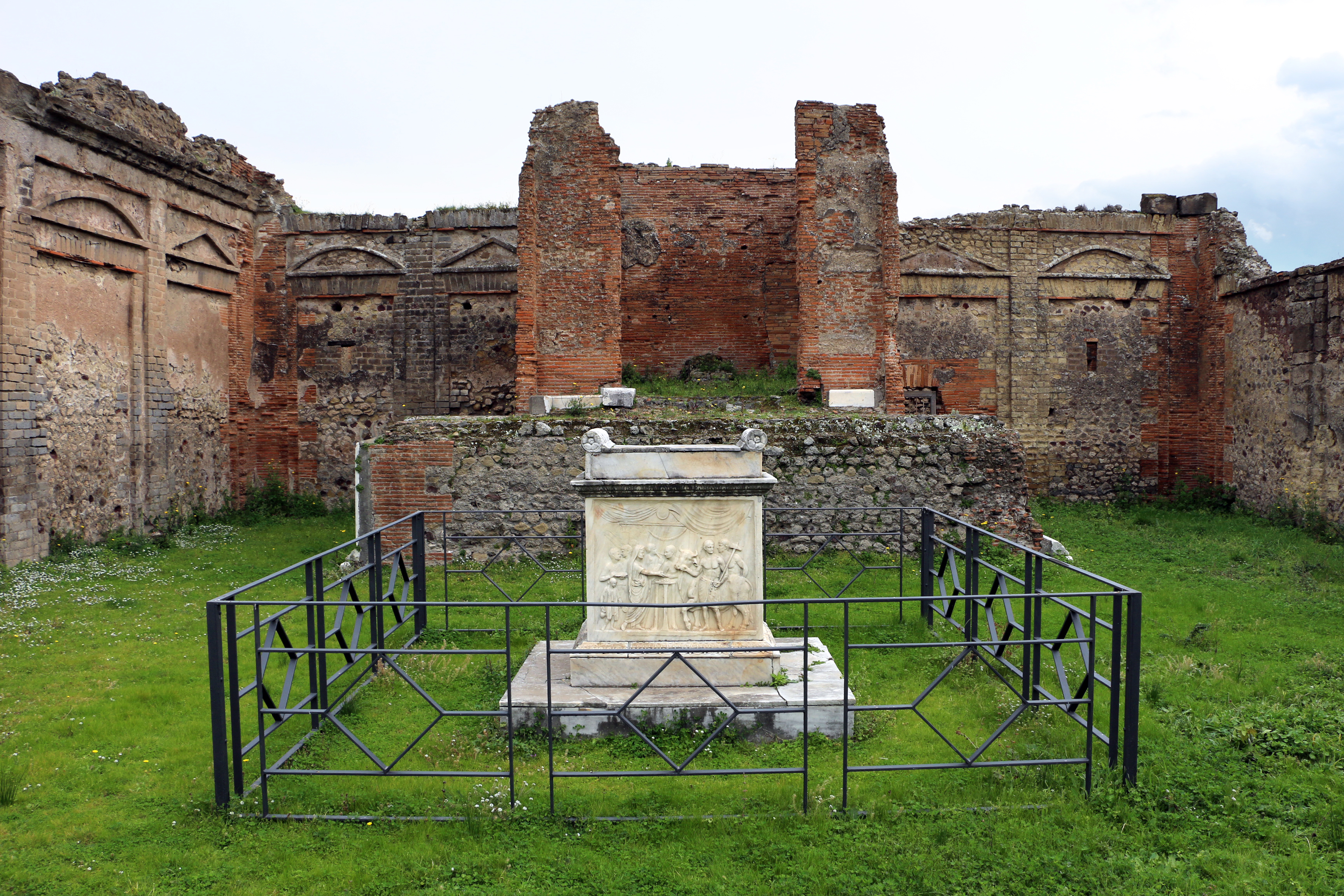
Temple de Vespasià